# Barbula (Cognomen)
Barbula (lateinisch: „der Milchbart“) ist ein lateinischer Name, der in der römischen Zeit als dritter Teil eines dreigliedrigen Namens, also als Cognomen („Beiname“), einer Familie der gens Aemilia verwendet wurde. Bekannte Namensträger waren:
- Lucius Aemilius Barbula, römischer Konsul 281 v. Chr.
- Marcus Aemilius Barbula (Diktator), römischer Diktator zwischen 292 und 285 v. Chr.
- Marcus Aemilius Barbula, römischer Konsul 230 v. Chr.
- Quintus Aemilius Barbula, römischer Konsul 317 und 311 v. Chr.
- eventuell: Quintus Aemilius Lepidus, römischer Konsul 21 v. Chr.